# واگذاری تیول
واگذاری تیول (انگلیسی: Feoffment) در قرون وسطی، به ویژه در سیستم فئودالی اروپایی (ارباب‌رعیتی)، فئوفنت به عملی گفته می‌شود که به موجب آن در ازای دریافتی، زمینی به شخص داده می‌شود. تعهد خدمت این مکانیسم بعداً برای جلوگیری از محدودیت در عبور مالکیت در زمین توسط سیستمی استفاده شد که در آن یک مالک زمین زمین را به یک نفر برای استفاده دیگری می‌داد. قانون رایج (کامن لا) املاک در زمین از این مفهوم رشد کرده است.